# غريغ بابا
غريغ بابا (بالإنجليزية: Greg Papa)‏ هو معلق رياضي أمريكي، ولد في 10 أكتوبر 1962 في بوفالو في الولايات المتحدة.